# Birley
Birley – wieś w Anglii, w Herefordshire, w dystrykcie (unitary authority) Herefordshire. Leży 7,2 km od miasta Leominster, 14,3 km od miasta Hereford i 201 km od Londynu. W 1961 roku civil parish liczyła 127 mieszkańców. Birley jest wspomniana w Domesday Book (1086) jako Burlei.